# Cá phổi
Cá phổi là các loài cá thuộc về phân thứ lớp có danh pháp khoa học Dipnoi. Cá phổi được biết đến nhờ các đặc trưng nguyên thủy còn giữ lại được trong Liên lớp Cá xương (Osteichthyes), bao gồm khả năng hít thở không khí và các cấu trúc nguyên thủy trong lớp Cá vây thùy (Sarcopterygii), bao gồm sự hiện diện của các vây thùy với bộ xương nội tại khá phát triển. Ngày nay, các loài cá phổi chỉ còn sống tại một số khu vực ở châu Phi, Nam Mỹ và Australia. Trong khi hình thành loài địa lý có thể cho thấy điều đó là thể hiện của sự phân bổ cổ đại bị giới hạn trong siêu lục địa Gondwana của đại Trung Sinh thì các mẫu hóa thạch lại gợi ý rằng các loài cá phổi đã tiến hóa có sự phân bổ rộng khắp trong các khu vực nước ngọt và sự phân bổ ngày nay của các loài cá phổi hiện đại phản ánh sự tuyệt chủng của nhiều dòng dõi trực hệ diễn ra sau khi có sự tách rời của cả Pangea cũng như của các lục địa sau đó là Gondwana và Laurasia.
Ghi chép hóa thạch cho thấy cá phổi rất phong phú kể từ kỷ kỷ Tam điệp.

## Giải phẫu và hình thái
Tất cả các loài cá phổi đều có biểu hiện với các dây sống bằng chất sụn liên tục và bộ răng tại vòm miệng phát triển mạnh. Các nhóm cá phổi cơ bản có thể còn giữ được các răng ở biên và hộp sọ xương hóa, nhưng các loài cá phổi khác, bao gồm cả các loài ngày nay, lại cho thấy có sự suy giảm đáng kể các xương biên và hộp sọ sụn hóa. Các xương của vỏ hộp sọ ở cá phổi nguyên thủy được bao phủ bằng các mô khoáng hóa, gọi là cosmine, nhưng ở các loài cá phổi hậu Devon thì vỏ hộp sọ là dưới da và lớp phủ cosmine đã biến mất. Tất cả các loài cá phổi ngày nay lại có sự suy giảm và hợp nhất đáng kể của các xương của vỏ hộp sọ, và các xương cụ thể của vỏ hộp sọ lại không có tính tương đồng với các xương vỏ hộp sọ của các loài cá vây tia (Actinopterygii) hay của động vật bốn chân (Tetrapoda).
Thông qua sự tiến hóa hội tụ, cá phổi đã tiến hóa lỗ mũi bên trong tương tự như choana của các loài bốn chân, và một bộ não có những điểm tương đồng nhất định với bộ não lissamphibia (ngoại trừ cá phổi Queensland, chúng phân nhánh theo hướng riêng của nó cách đây khoảng 277 triệu năm và có bộ não giống với Latimeria).
Bộ răng của cá phổi khác biệt một cách rõ nét với bộ răng của các nhóm động vật có xương sống khác. Các răng da trên vòm miệng và các hàm dưới phát triển thành một chuỗi để tạo ra bề mặt bị bít lại hình quạt. Các răng da này sau đó bị mòn đi để tạo ra một bề mặt nghiền đều nhau. Ở một vài nhóm, bao gồm cả bộ Lepidosireniformes, các răng này đã được biến đổi để tạo ra các phiến bị bít lại.
Các loài cá phổi ngày nay có một số các đặc trưng của dạng phôi thai. Chúng cũng có bộ gen lớn nhất trong số các động vật có xương sống.
Tất cả các loài cá phổi ngày nay đều có thân thuôn dài với các cặp vây ức và vây khung chậu nhiều thịt cùng một vây đuôi thay thế cho các vây lưng, đuôi và vây hậu môn ở các loài cá khác.
Cá phổi có hệ hô hấp chuyên biệt hóa. Chúng có một đặc điểm khác biệt là phổi của chúng được nối với thanh quản và hầu mà không có khí quản. Trong khi các loài cá khác có thể hít thở không khí bằng cách sử dụng bọng khí đã biến đổi, có mạch, những bọng khí này này thường là những túi đơn giản, không có cấu trúc bên trong phức tạp. Ngược lại, phổi của cá phổi được chia nhỏ thành nhiều túi khí nhỏ hơn, tối đa hóa diện tích bề mặt có sẵn để trao đổi khí.
Hầu hết các loài cá phổi còn tồn tại đều có hai lá phổi, ngoại trừ cá phổi Úc chỉ có một lá. Phổi của cá phổi là tương đồng với phổi của động vật bốn chân. Giống như ở loài tứ mao và bichir, phổi kéo dài từ bề mặt bụng của thực quản và ruột.

## Lịch sử sự sống và sinh thái

### Hành vi
Các loài cá phổi châu Phi và Nam Mỹ có khả năng sống sót qua thời kỳ khô hạn theo mùa của môi trường sinh sống bằng cách giấu mình trong bùn và ngủ hè trong cả mùa khô hạn. Các thay đổi trong các chức năng sinh lý cho phép các có phổi làm chậm lại quá trình trao đổi chất của nó tới mức chỉ còn không tới 1/60 của mức trao đổi chất thông thường và các chất thải gốc protein được chuyển hóa từ amonia thành dạng ít độc hại hơn là urê (thông thường, cá phổi bài tiết chất thải gốc nitơ dưới dạng amonia trực tiếp vào trong nước). Việc giấu mình trong bùn được ghi nhận lại ở ít nhất là một nhóm cá phổi đã hóa thạch, là họ Gnathorhizidae. Người ta cho rằng việc giấu mình trong bùn là dạng gần (plesiomorphy) đối với cá phổi cũng như Gnathorhizidae là tổ tiên trực tiếp của bộ Lepidosireniformes ngày nay, nhưng vẫn có khả năng là sự tương tự như vậy chỉ đơn giản là do tiến hóa hội tụ hay tiến hóa song song.
Cá phổi là loài ăn tạp, chúng ăn cá, côn trùng, giáp xác, giun, nhuyễn thể, lưỡng cư và chất thực vật. Chúng có van xoắn ruột chứ không phải là dạ dày thực sự.
Cá phổi có thể sống rất lâu. Một cá thể cá phổi Queensland tại bể cá cảnh Shedd ở Chicago là một phần của bộ sưu tập cá sống lâu từ năm 1933 đến năm 2017, khi nó bị chết do sức khỏe suy giảm theo tuổi già.

## Lịch sử phân loại
Việc phân loại các loài cá phổi có thể xem xét theo các góc độ của vị trí phân loại chúng trong số các loài cá xương (Osteichthyes) và các quan hệ phân loại trong phạm vi của chính chúng.
Vấn đề đầu đã được giải quyết khá tốt. Trong biểu đồ phân nhánh tiến hóa của các loài cá xương, nhánh cá phổi gần gũi nhất với Powichthyes, và như vậy là với bộ Porolepiformes. Cùng với bộ nói trên, các đơn vị phận loại này hợp thành cận lớp Dipnomorpha (dạng cá phổi). Nhóm Dipnomorpha là nhóm có quan hệ chị em với nhóm Tetrapodomorpha (dạng động vật bốn chân). Hai nhóm này hợp thành nhóm Rhipidistia, và nhóm này là nhóm chị-em với phân lớp Coelacanthimorpha.
Vấn đề thứ hai là khó giải quyết hơn một cách đáng kể. Trong khi cá phổi kỷ Devon giữ được sự hóa xương của hộp sọ đủ nhiều để xác định các mối quan hệ thì các loài cá phổi hậu-Devon (nhóm tuyệt chủng) lại chỉ được đại diện bằng vỏ hộp sọ và răng, do phần còn lại của hộp sọ lại là dạng sụn. Ngoài ra, nhiều đơn vị phân loại đã được xác định lại có thể là không đơn ngành. Các nghiên cứu phát sinh loài hiện tại ủng hộ cho mối quan hệ như dưới đây cho các đơn vị phân loại chính trong cá phổi:
```
Lớp 
Sarcopterygii

Nhánh 
Dipnomorpha

Bộ 
Dipnoi
```

,--†Họ Diabolichthyidae
```
|,--†Họ 
Uranolophidae

| | __,--†Họ 
Speonesydrionidae

'-|-| '--†Họ 
Dipnorhynchidae

|,--†Họ 
Stomiahykidae

'---| ___,--†Họ 
Chirodipteridae

| '-|--†Họ 
Holodontidae

|------†Họ 
Dipteridae

| __,--†Họ 
Fleurantiidae

'-| '--†Họ 
Rhynchodipteridae

'--†Họ 
Phaneropleuridae

|,--†Họ 
Ctenodontidae

'-|,--†Họ 
Sagenodontidae

'-|--†Họ 
Gnathorhizidae

'—Bộ 
Ceratodontiformes

|--†Họ 
Asiatoceratodontidae

|--†Họ 
Ptychoceratodontidae

|--Họ 
Ceratodontidae

| '--†Chi 
Ceratodus

| '--†Chi 
Metaceratodus

'—Họ 
Neoceratodontidae

| '--†Chi 
Mioceratodus

| '--Chi 
Neoceratodus
 - 
Cá phổi Queensland

'--
Bộ Lepidosireniformes

'—Họ 
Lepidosirenidae
 - 
Cá phổi Nam Mỹ
 
'--Họ 
Protopteridae
 - 
Cá phổi châu Phi
```